# Nen Jiang
Nen Jiang (Nonni; chiń. 嫩江; pinyin Nèn Jiāng; mandż. , Non ula) – rzeka w północno-wschodnich Chinach, najdłuższy dopływ Sungari. 1370 km długości. Częste powodzie (np. 1998 i 2005).

## Główne dopływy
- Gan (甘河) (prawy)
- Namo’er/Nemor (讷谟尔河) (lewy)
- Nuomin (诺敏河) (prawy)
- Anlun (雅鲁河) (prawy)
- Wuyu’er/Nuyur (lewy)
- Chuo’er (prawy)
- Tao’er/Chaor (洮儿河) (prawy)
- Huolin (霍林河) (prawy)

## Miasta leżące nad rzeką
- Nenjiang (Mergen)
- Qiqihar
- Jiangqiao